# Флорис, Корнелис
Корнелис Флорис де Вриндт, Корнелис Флорис Второй, Корнелис Младший (нидерл. Cornelis Floris de Vriendt, 1513 или 1514 — 20 октября 1575) — фламандский архитектор, скульптор и выдающийся рисовальщик-орнаменталист эпохи Северного Возрождения; представитель антверпенской школы. Oдин из создателей оригинального художественного стиля фламандского барокко. Член большой семьи нидерландских художников.

## Семья художников Флорис
Предки семьи были жителями Брюсселя, где практиковали ремесло каменщика, которое передавалось от отца к сыну. Один из предков Корнелиса стал в 1406 году мастером брюссельской гильдии каменщиков. Родоначальником семьи художников Флорис из Антверпена был Ян (Жан) де Вриндт. Он покинул родной Брюссель и поселился в Антверпене в середине XV века. Именно он около 1476 года получил прозвание «Флорис» (лат. Florentis — Процветающий) и передал его своему роду. Корнелис Флорис де Вриндт (Фриндт) Первый (? — 1538) был скульптором. Наиболее известен его сын: Корнелис Флорис де Вриндт Второй (1513 или 1514 — 20 октября 1575) — архитектор, скульптор и выдающийся рисовальщик-орнаменталист, один из создателей оригинального художественного стиля фламандского барокко. Сын Корнелиса Второго — Корнелис Флорис Третий (1551—1615), живописец и скульптор.
Из этой же семьи происходит другой известный художник, второй сын Корнелиса Первого — Франс Флорис де Вриндт Первый (1520—1570) — живописец, рисовальщик и гравёр. В 1538—1540 годах он учился у Л. Ломбарда в Льеже. В 1541—1547 годах работал в Италии, испытал влияние Джулио Романо, Микеланджело, Тинторетто и стал убеждённым романистом. Его ученики — М. Ван Клеве, Ф. Пурбус Старший, М. де Вос — называли учителя «фламандским Рафаэлем». Сын Франса Первого — Франс Флорис де Вриндт Второй (1545 — ?), живописец, в 1604 году работал в Риме. Известны и другие художники, члены этой большой семьи.

## Биография Корнелиса Флориса
Корнелис Флорис Второй был старшим из четырёх сыновей Корнелиса де Вриндта Первого и Маргариты Гус, братом Франса Флориса. С детства учился мастерству у отца и своего дяди Клода. Вероятно, находился в Италии, когда его отец умер в 1538 году. Затем он вернулся в Антверпен, чтобы позаботиться о матери и младших братьях. В 1539 году Корнелис стал мастером местной Гильдии Святого Луки. Он занимал пост декана Гильдии в 1547 и 1559 годах.

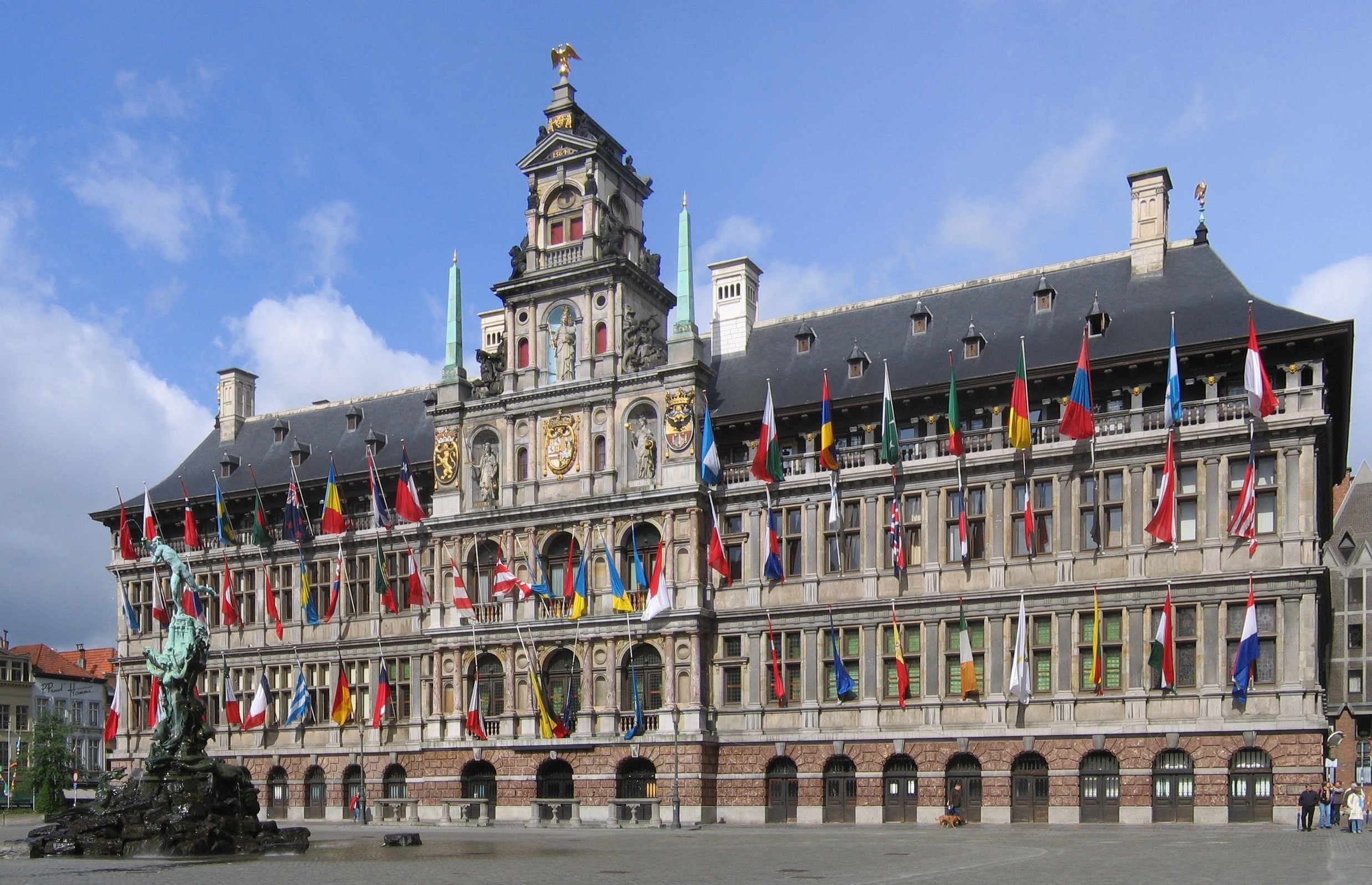
Здание Ратуши в Антверпене. 1561—1565

С 1549 года художник стал получать многочисленные заказы на скульптуры и оформление надгробий из Пруссии, Дании, Гольштейна. В 1550 году он женился на Элизабет Мехилс. Его дочь Сюзанна позднее вышла замуж за художника Франса Пурбуса Старшего. С конца 1550-х годов имя Корнелиса Флориса указано среди других в качестве архитектора мэрии Антверпена.
Корнелис Флорис II умер 20 октября 1575 года на вершине своей художественной карьеры.

## Характеристика творчества
В качестве архитектора Корнелис Флорис участвовал как в проектировании зданий, так и в процессе их строительства, был организатором работ и даже лично занимался поисками и отбором строительного камня в каменоломнях. Однако его индивидуальный вклад иногда трудно определить, поскольку в большинстве случаев это была совместная работа, в которой участвовало большое количество архитекторов, скульпторов, каменщиков и декораторов. Флорис содержал в Антверпене большую мастерскую, где производили самые разные работы.
В своих архитектурных работах Флорис сочетал классические ренессансные формы декора с общими композиционными решениями в традициях нидерландской готики. Наиболее известным зданием, построенным в традициях Северного Возрождения, стала Антверпенская ратуша (1561—1565). Эта постройка стала провозвестником нового ренессанс-маньеристического стиля и оказала заметное влияние на подобные сооружения во многих городах Северной Европы. Другим известным произведением де Вриндта-архитектора является Торговая площадь (Гроте-Маркт) в Антверпене.
Особое значение имеет творчество Корнелиса Флориса как художника-орнаменталиста. По его рисункам, в которых сказался опыт архитектора и скульптора, гравёры создавали серии листов, в основном, в технике офорта, «представляющие собой, быть может, самое интересное из того, что было сделано в западноевропейской орнаментальной гравюре шестнадцатого столетия».
Фантастические композиции Флориса сродни итальянскому маньеризму, но его индивидуальный стиль неповторим. «Архитектурно-орнаментальный каркас» его декоративных композиций симметричен, но служит основой для причудливых переплетений гротеска, бандельверков, образов сказочных персонажей, трактованных скульптурно: осязательно и материально. Экзотические восточные мотивы сочетаются с голландскими пейзажами. Наряду с Адам ван Вианен Корнелис Флорис Второй считается изобретателем около 1541 года фантастических мотивов кнорпельверка и ормушля. Орнаментальные композиции Флориса столь необычны, что в истории искусства возникло название: «стиль Флориса» (Florisstil). Открытия художника нашли применение в творчестве многих гравёров, ювелиров и златокузнецов (нем. Goldschmied), главным образом в Нидерландах и Германии. «Стиль Флориса» оказал значительное влияние на европейское искусство второй половины XVI — начала XVII века благодаря выпущенному мастером в 1548 году альбому орнаментальных композиций.
В 1648 году знаменитый нидерландский гравёр и издатель Иероним Кок опубликовал в Антверпене серию из 21 гравюры по рисункам Флориса под названием «Вазы, кувшины и чаши с гротесками» (Vazen, kannen en schalen met grotesken). Гравёром издания был Бальтазар ван ден Бош.
Ганс Лифринк (Hans Liefrinck) напечатал в 1555 году в Антверпене серию из 18 гравюр по эскизам Флориса под названием «Гениальное изображение различных форм масок» (Pourtraicture ingenieuse de plusieurs facons de Masques), награвированных Франсом Гюйсом. Гравюры демонстрируют «гротескный» стиль, заимствованный из древнеримских росписей Золотого дома императора Нерона в Риме и других образцов. Для своих «гротесков» Флорис использовал формы растений, животных, морских и иных существ. Композиции Флориса широко использовали мастера-керамисты, резчики по камню и дереву, чеканщики по металлу.
В 1556 году Иероним Кок опубликовал в Антверпене серию гравюр из шести бандельверков по рисункам Флориса с философскими цитатами на латыни. Рисунки были награвированы Иоаннесом (Яном) ван Дутекюмом Старшим и его братом Лукасом ван Дутекюмом.
В следующем году И. Кок издал альбом гравюр «Множество вариаций гротов и компартиментов, созданных для помощи всем, кто любит и использует искусство» (Veelderleij Veranderinghe van grotissen ende Compertimenten ghemaeckt tot dienste van alle die Conste beminne ende ghebruiken). Гравюры для этой публикации также были созданы братьями Дутекюм по эскизам Флориса. Альбом включал изображения фантастических гротов, пещер и фантазий на темы парковых сооружений и пергол, стилизованных под естественные пещеры с фонтанами, нимфами и сатирами, орнаментами гротесков и бандельверков. Ещё один альбом, изданный И. Коком и награвированный братьями Дутекюм имеет название «Множество новых проектов античных гробниц» (Veelderley niewe inuentien van antycksche sepultueren, 1557).
В Санкт-Петербургском Эрмитаже имеется значительная коллекция гравюр по рисункам Корнелиса Флориса благодаря собирательской и благотворительной деятельности А. А. Половцова, государственного секретаря канцелярии императора Александра III, сенатора, председателя Русского исторического общества и председателя, в 1891—1909 годах, Совета Центрального Училища технического рисования барона Штиглица в Санкт-Петербурге.
В 1888—1889 и 1891 годах, в два этапа, значительная часть орнаментальных рисунков и гравюр была приобретена для музея и библиотеки училища из коллекции французского антиквара А.-Э. Берделе. К этому собранию добавились гравюры из собраний Эжена Берара и Ю. Бринкмана. В 1924—1928 годах в связи с «перераспределением музейных экспонатов» большую часть этой коллекции из библиотеки училища передали на хранение в Государственный Эрмитаж.

## Галерея

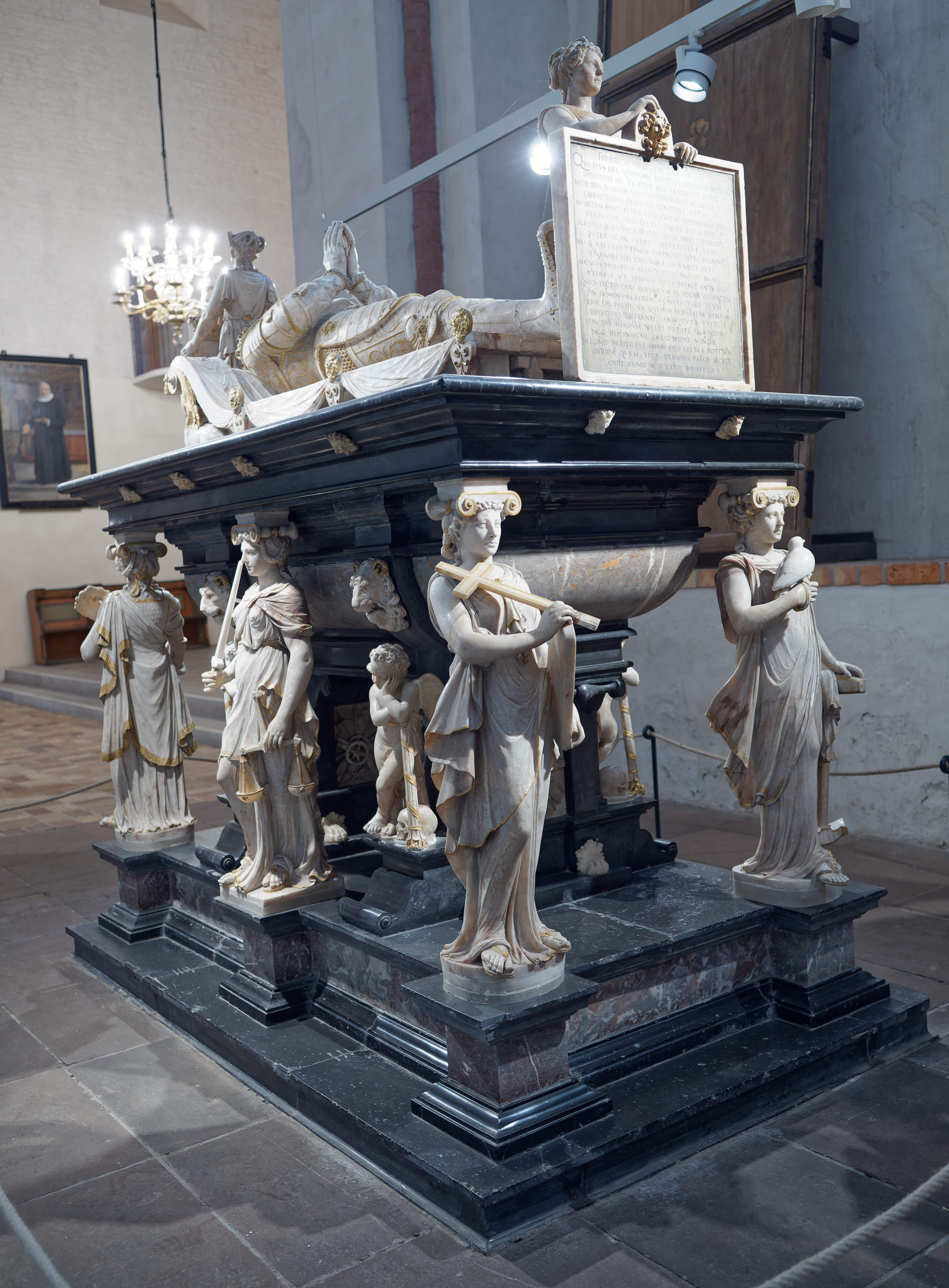
Кенотаф Фридриха I, герцога Готторфского и короля Дании. 1551–1555. Собор Святого Петра. Шлезвиг, Германия
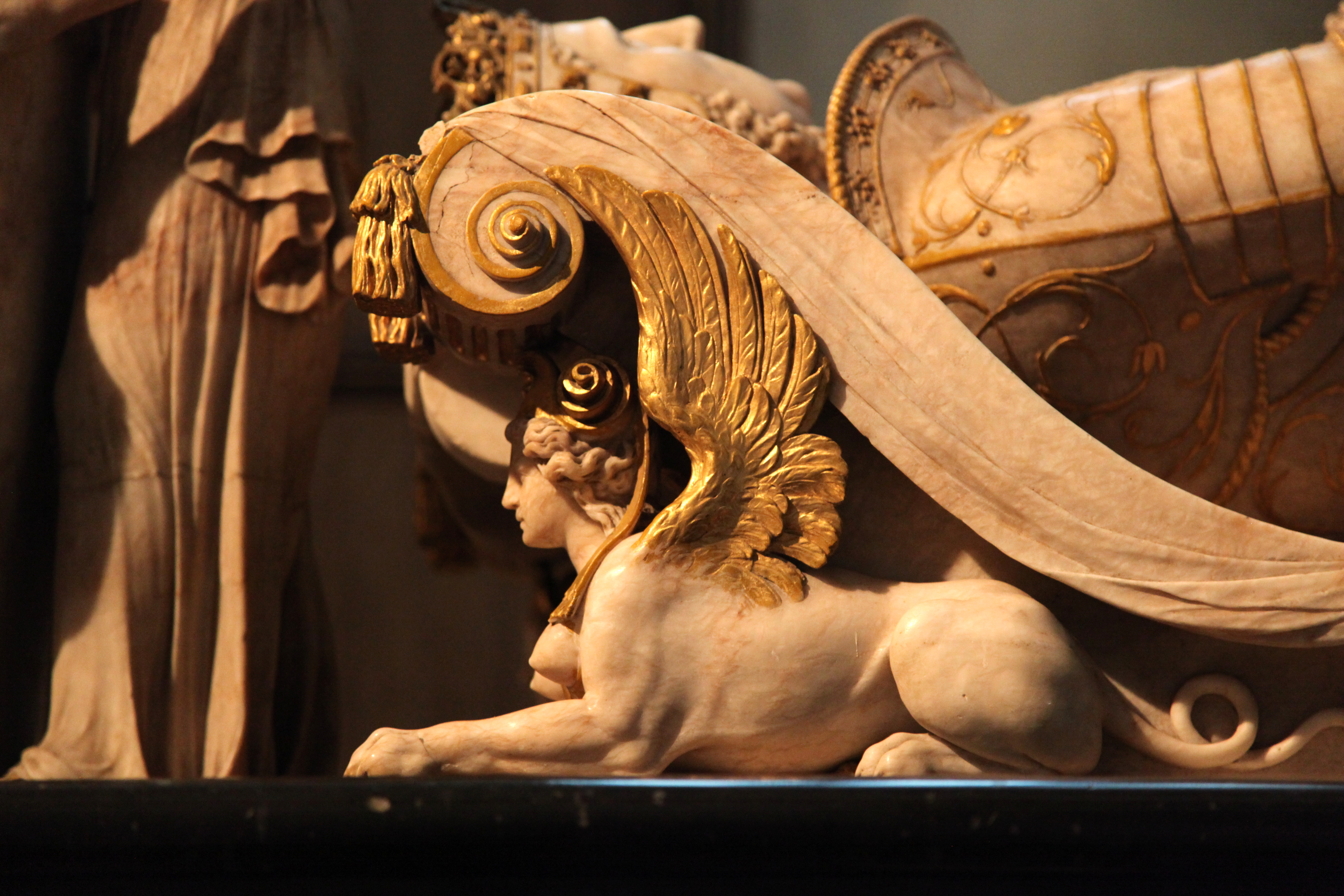
Деталь кенотафа
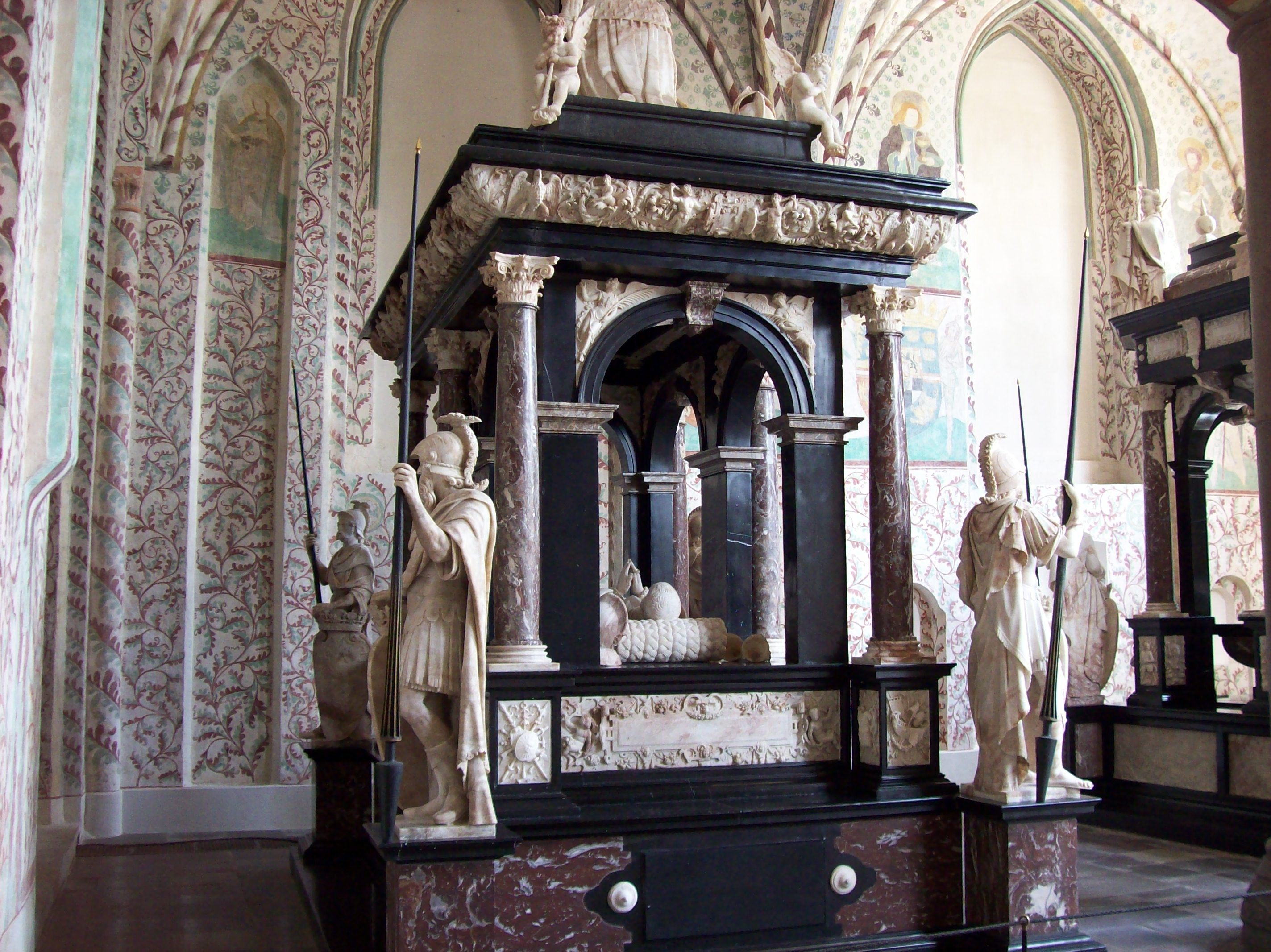
Надгробие короля Дании Кристиана III. 1559. Собор в Роскилле, Дания
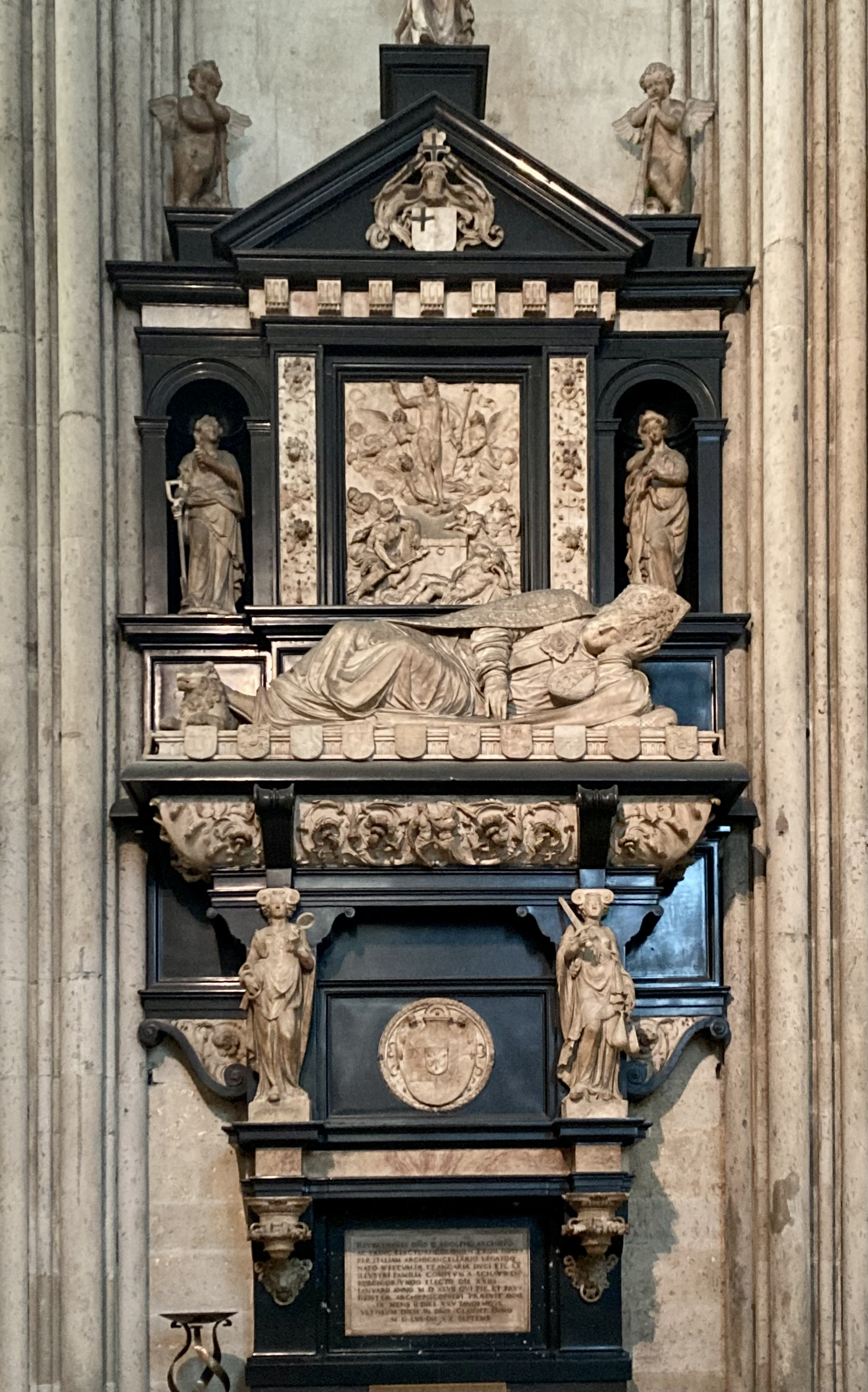
Эпитафия архиепископа Адольфа фон Шаумбурга. 1561. Собор, Кёльн
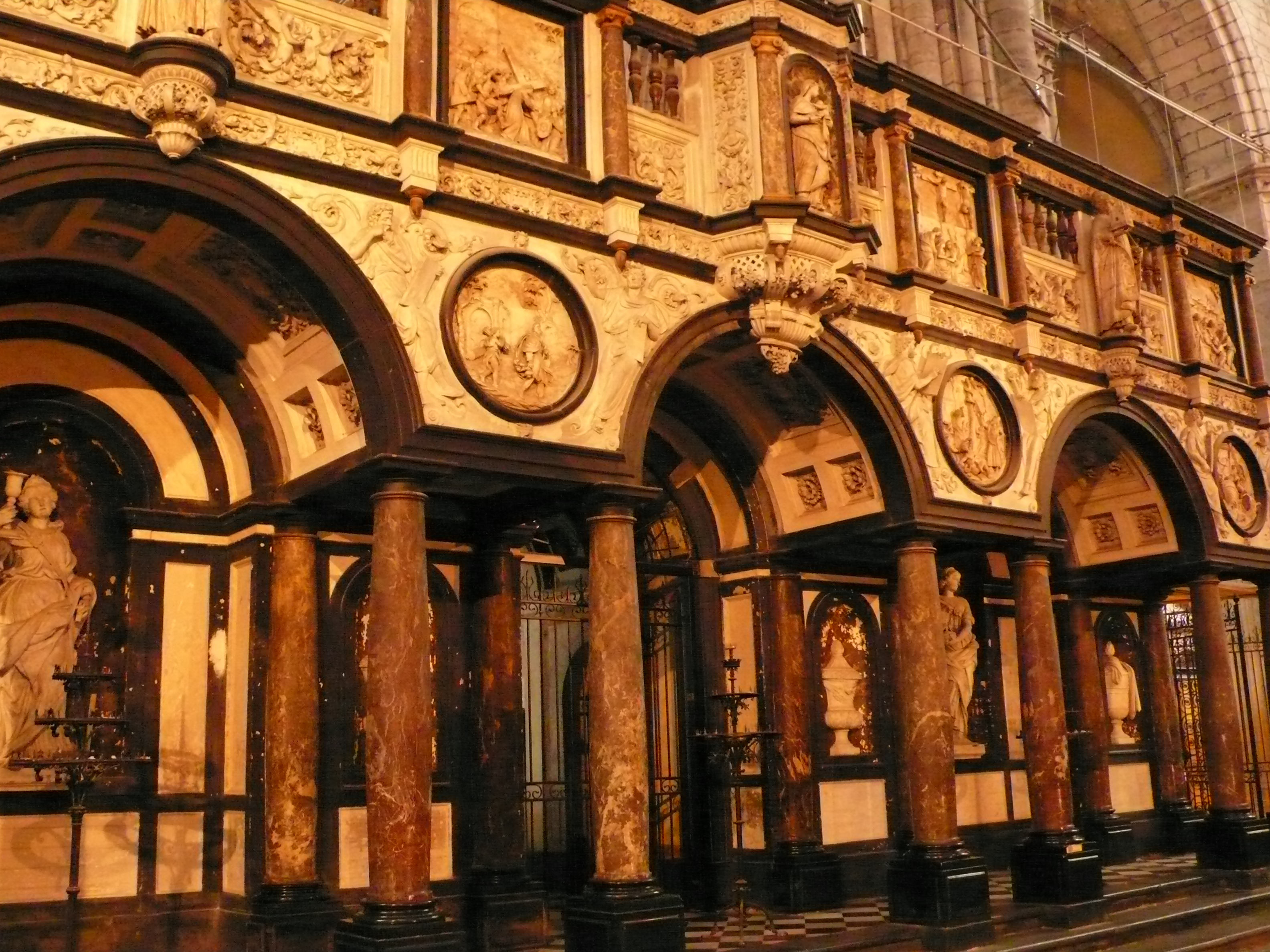
Леттнер (алтарная преграда). Собор в Турне, Бельгия
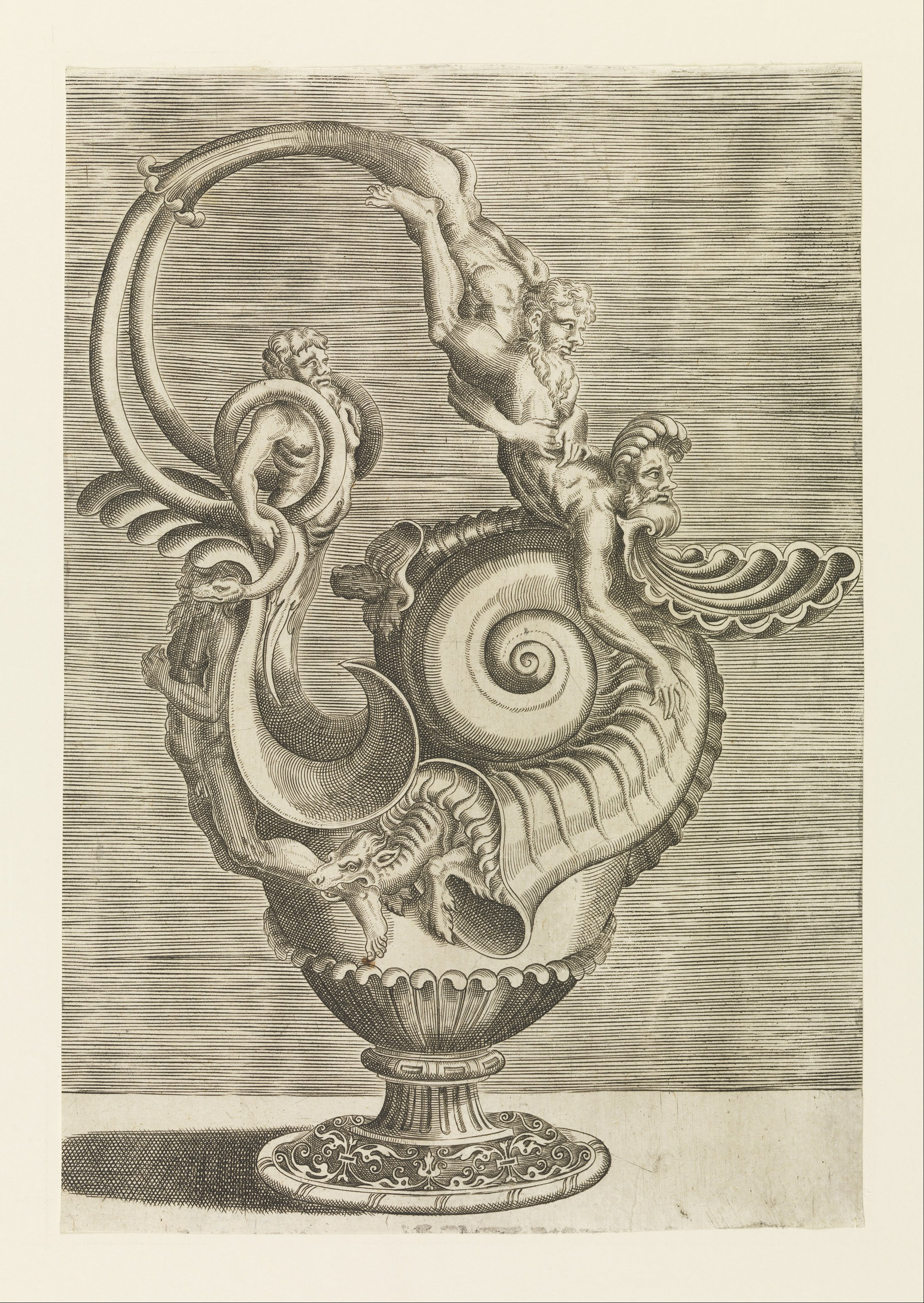
Кувшин «наутилус»
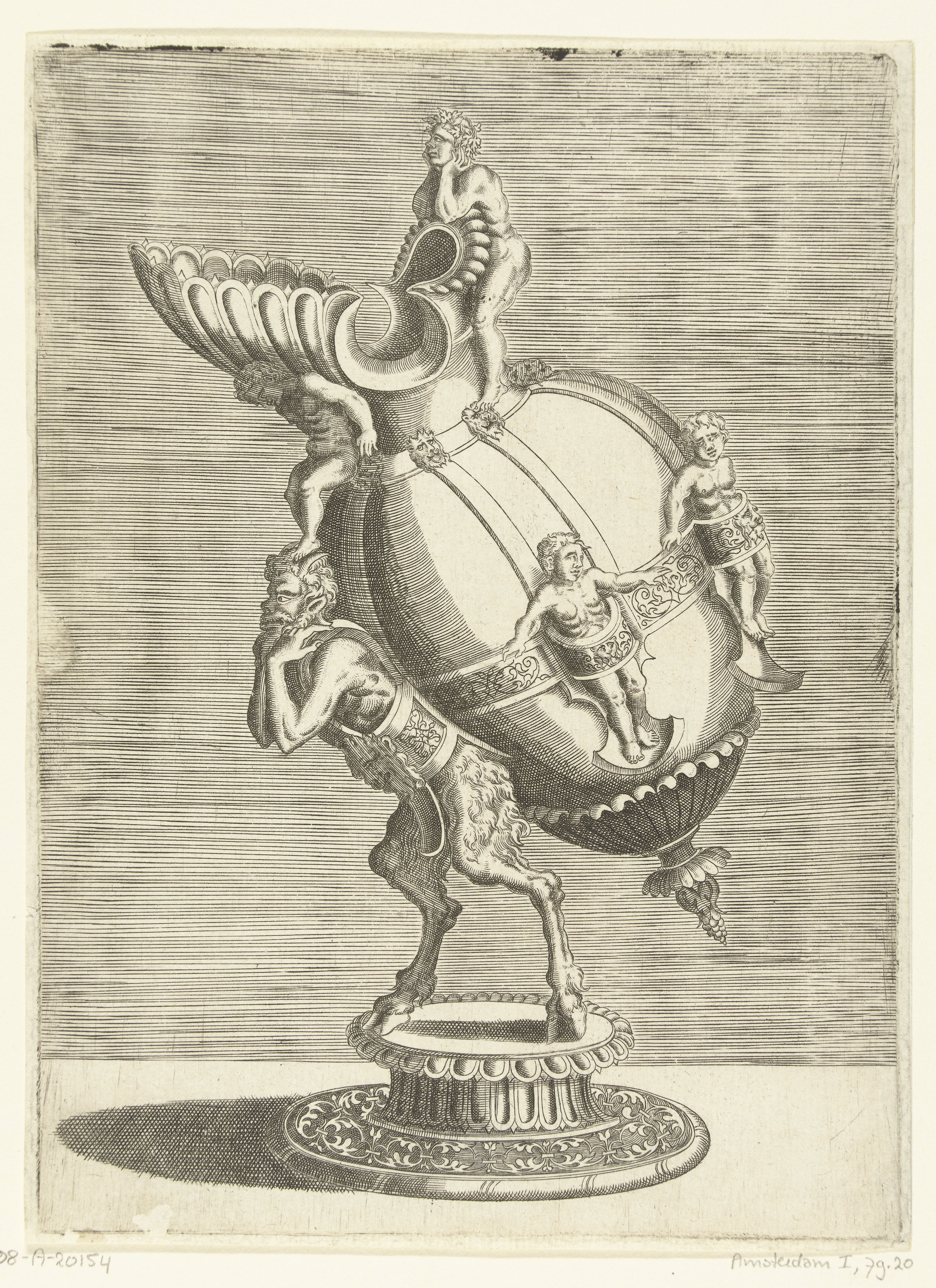
Oвальный кувшин
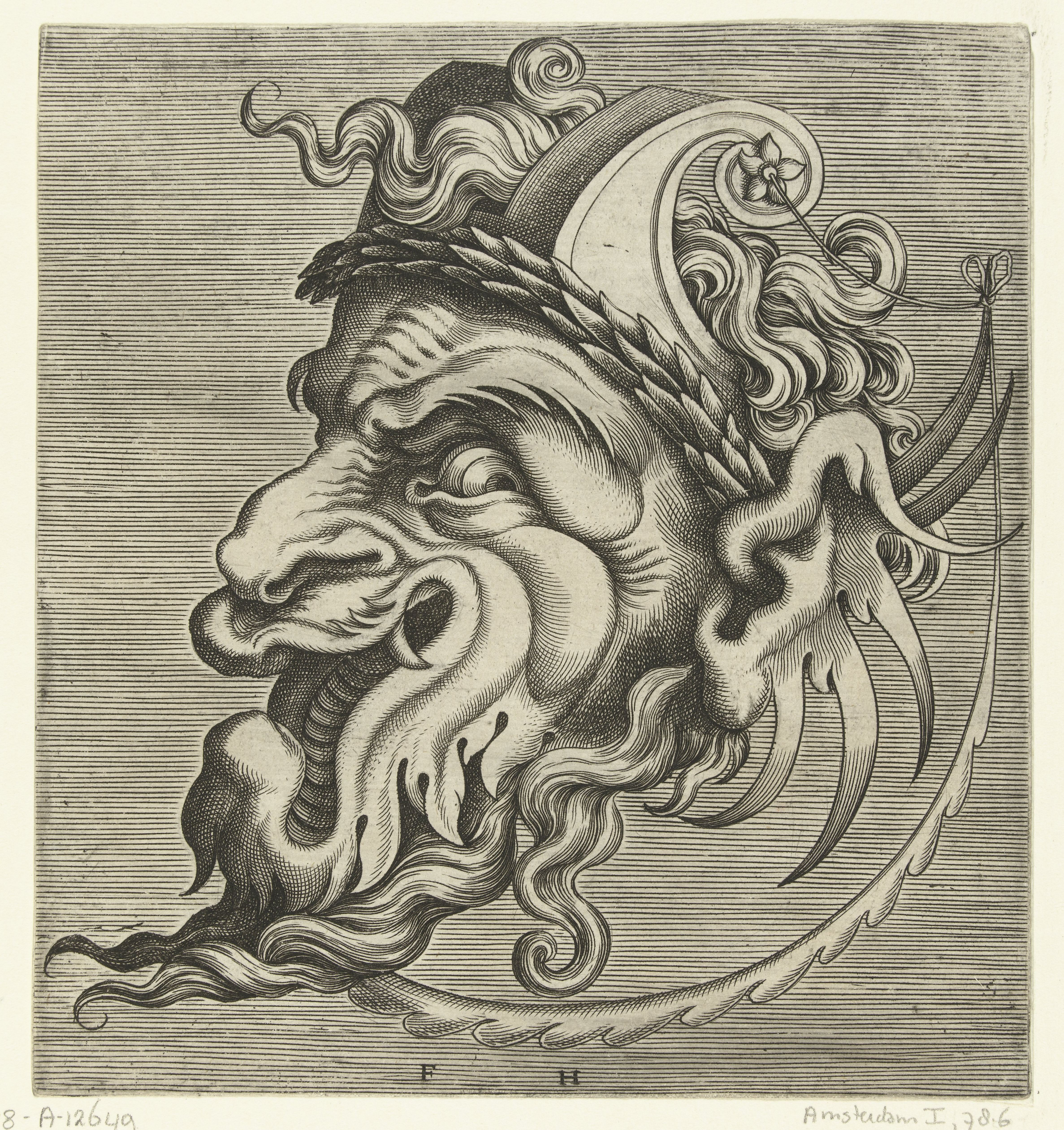
Маска в профиль с двумя рогами с завитками и лавровым венком
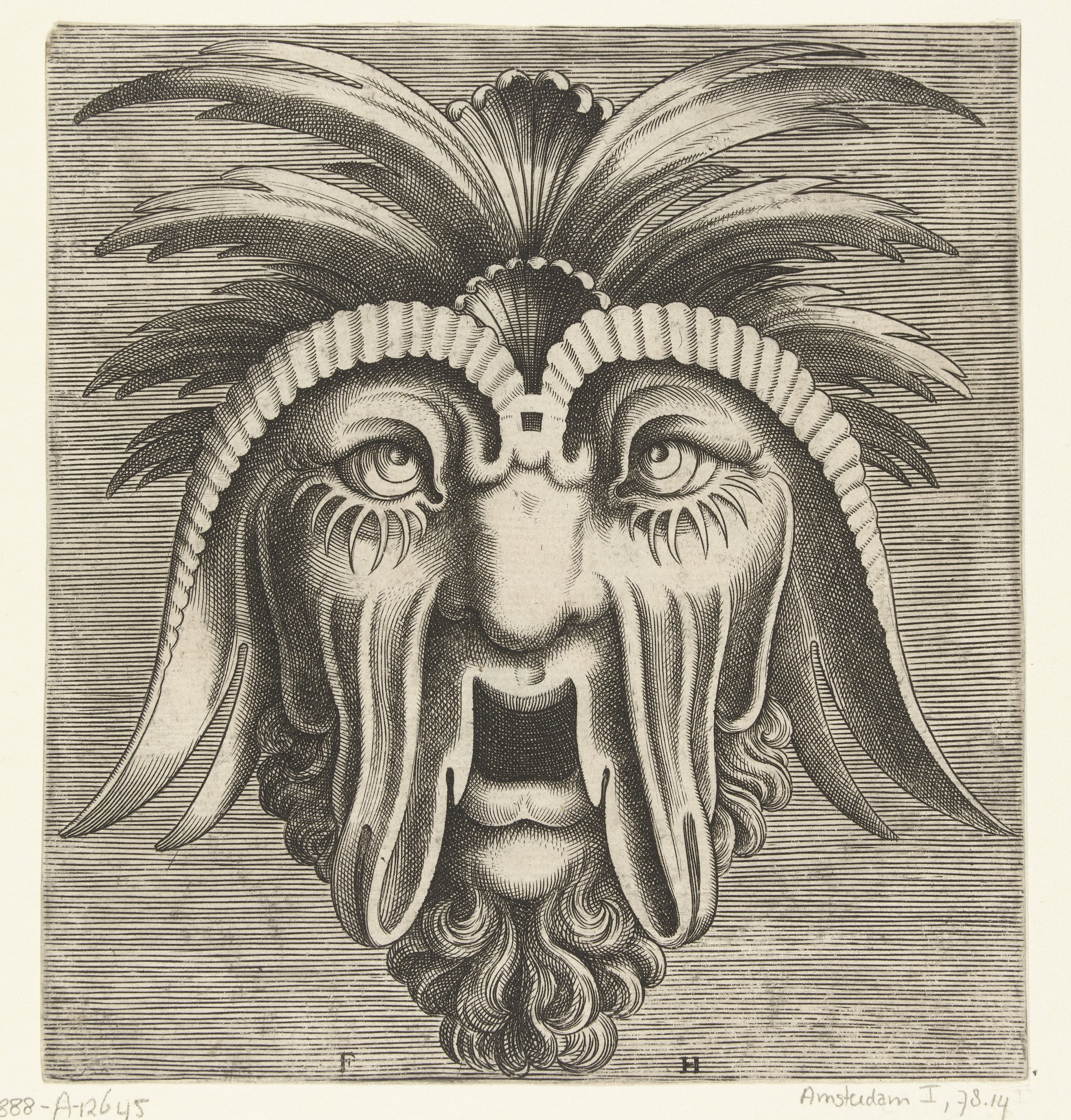
«Гениальный портрет»
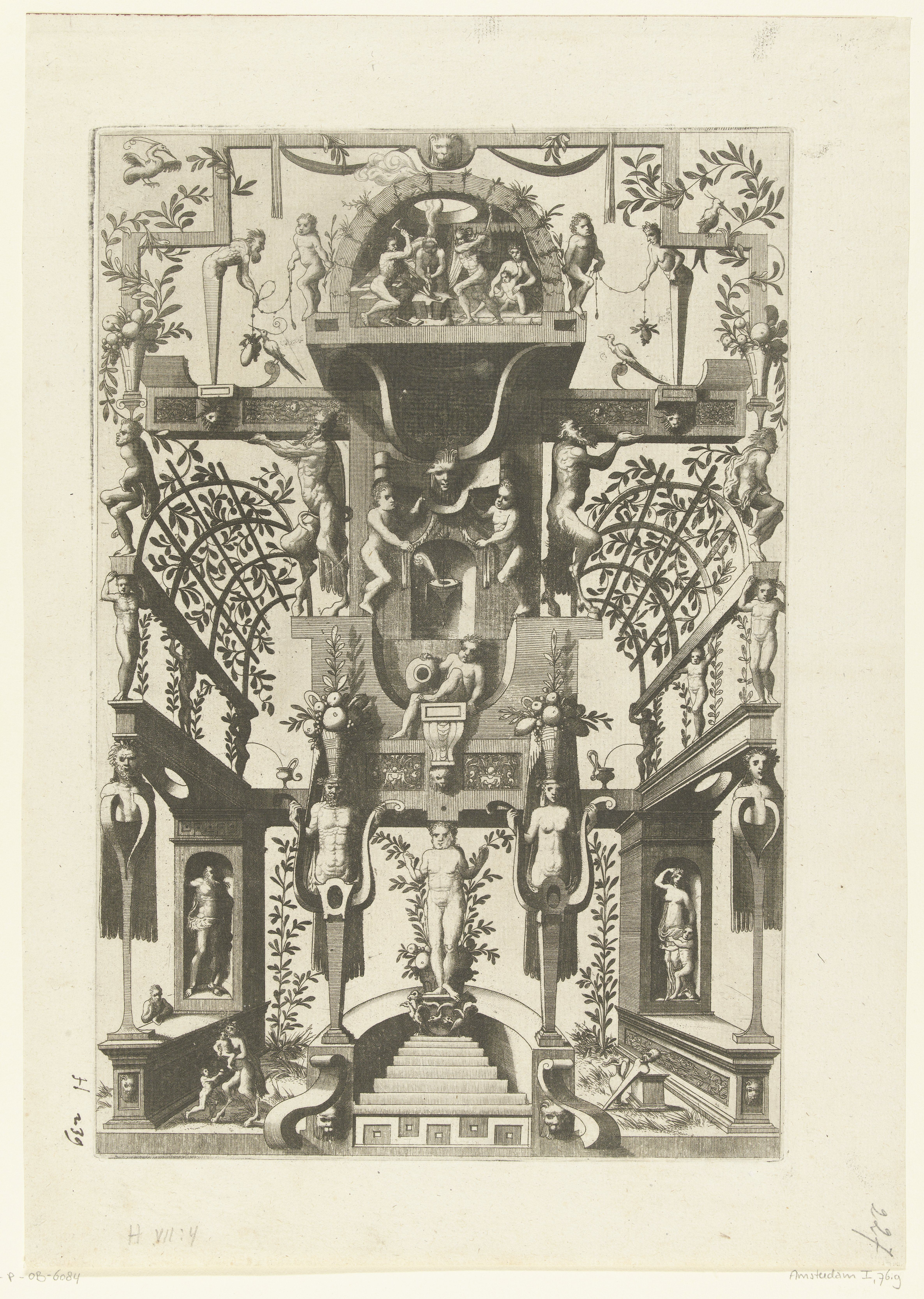
Гротеск
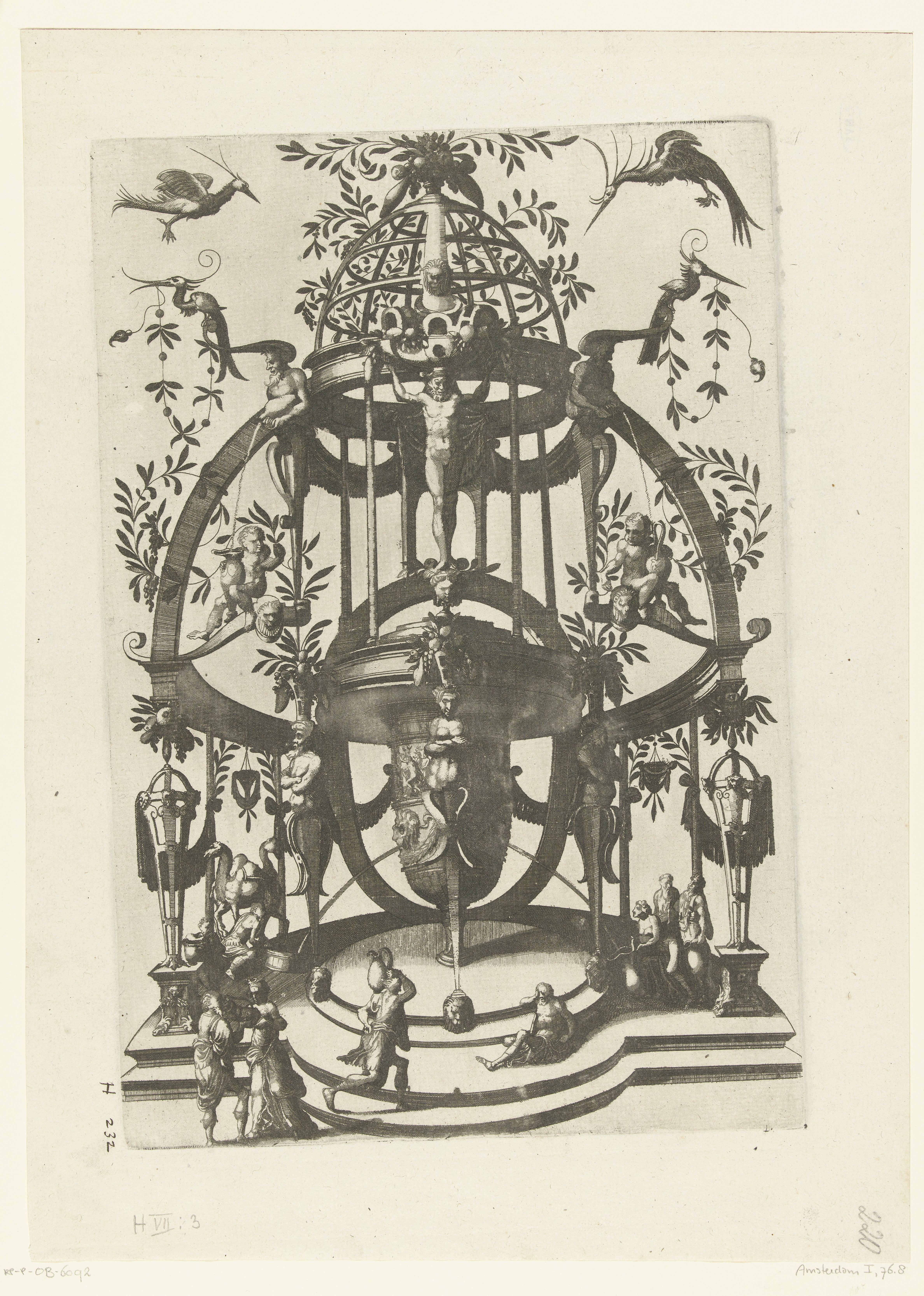
Гротеск
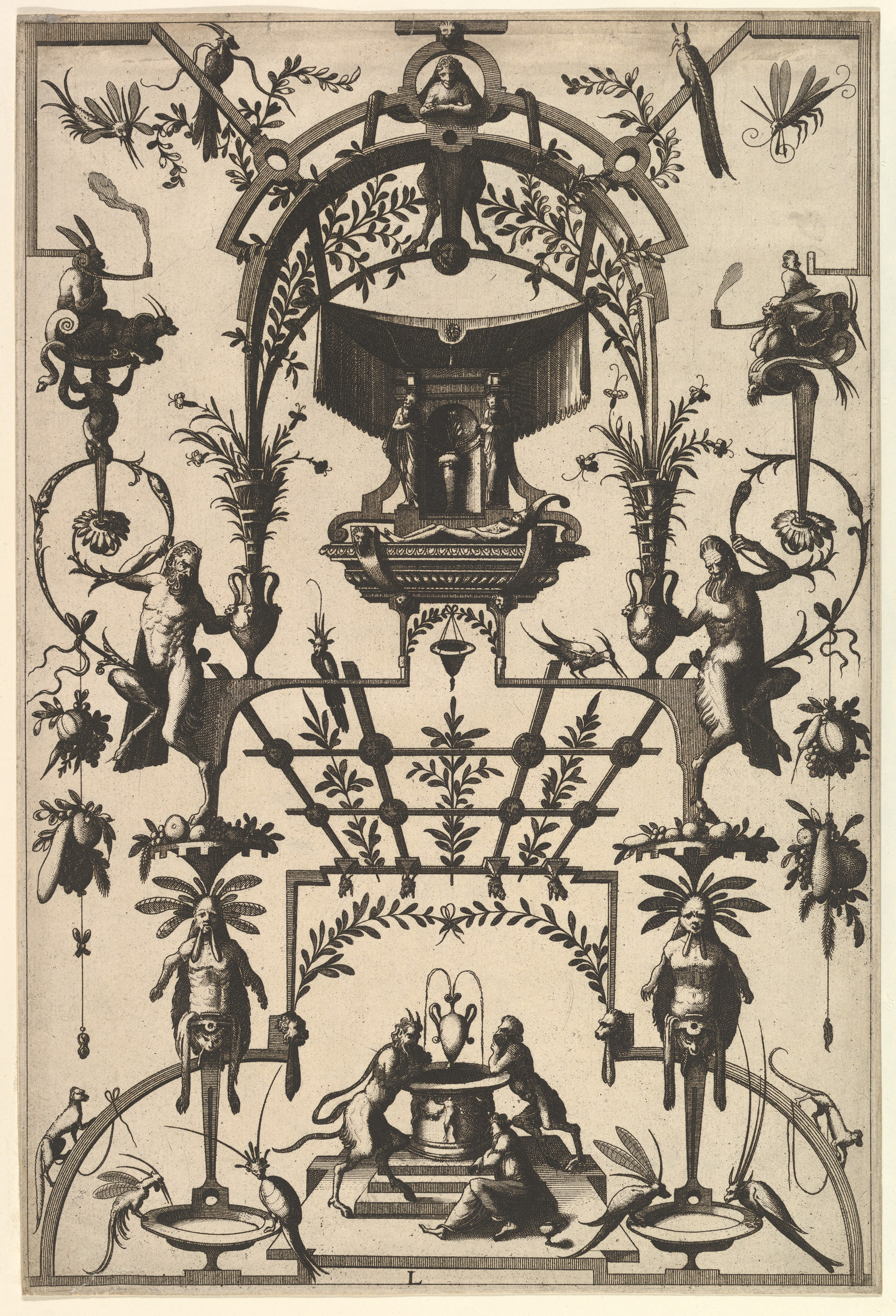
Гротеск с перголой
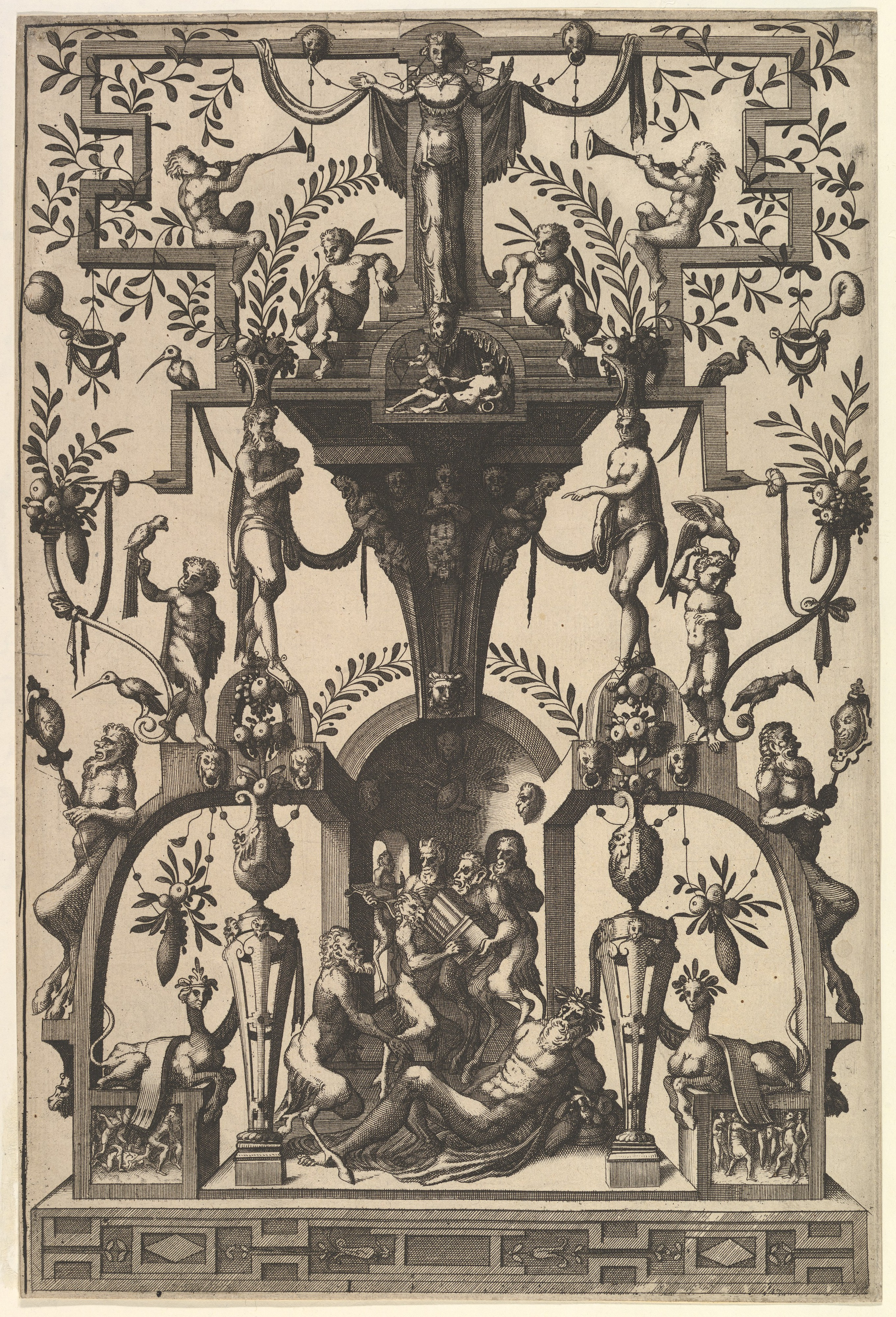
Гротеск с гротом, бандельверками и вакхической сценой
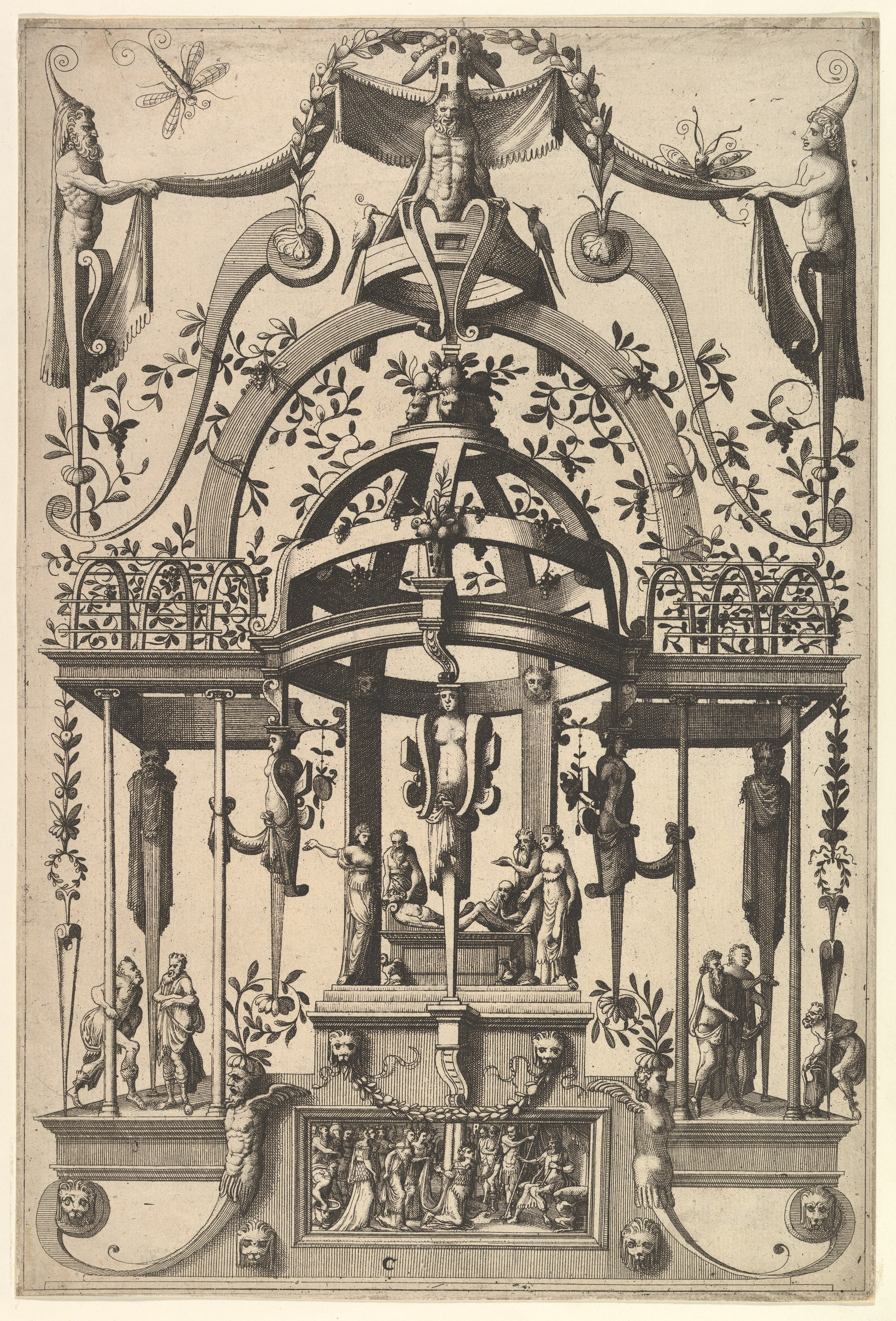
Гротеск с бандельверками и похоронной сценой
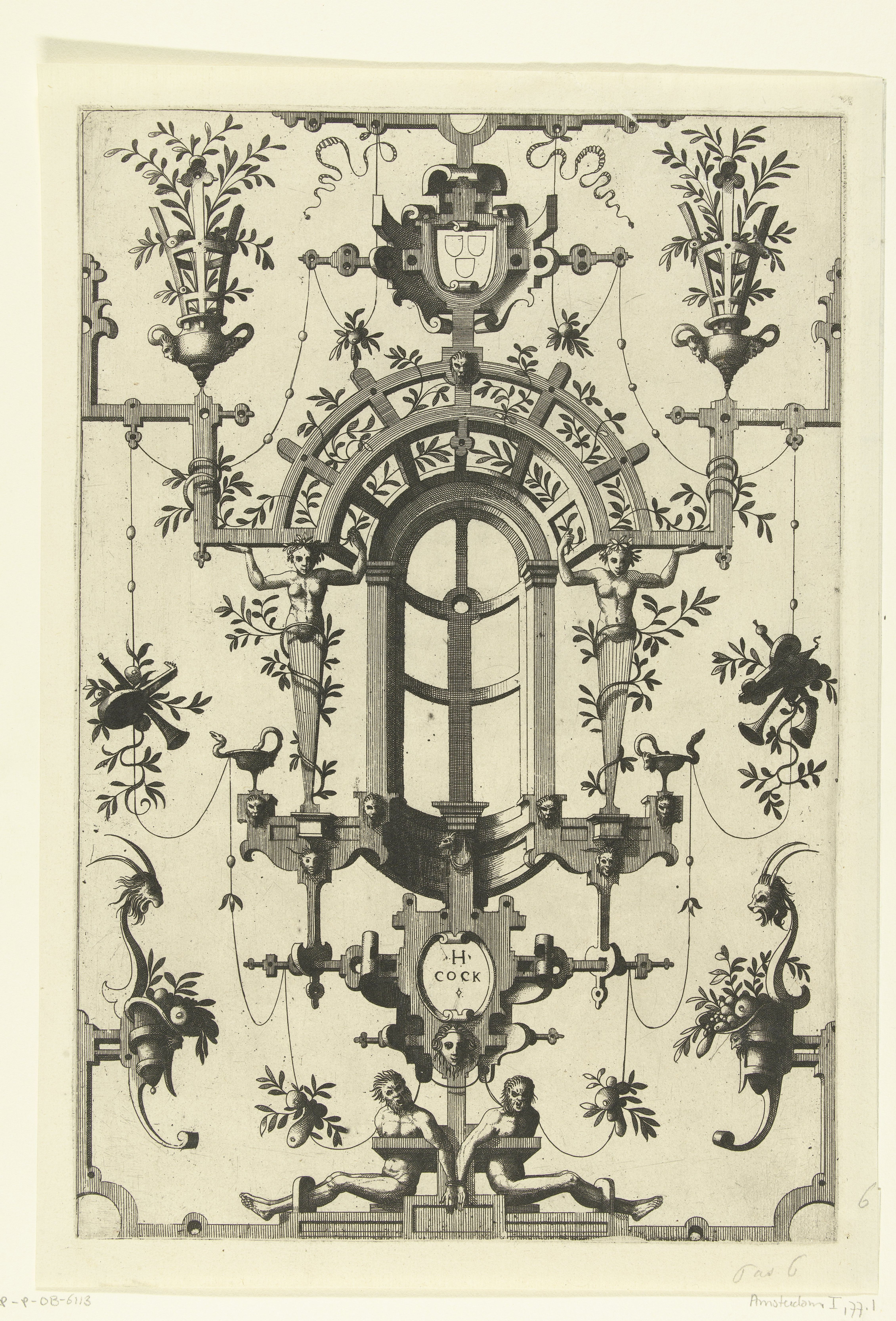
Картуш с гербом, опирающийся на решётку над нишей